# M/S Herald of Free Enterprise
M/S Herald of Free Enterprise var ett brittiskt ro-ro-fartyg som gick i linjetrafik över Engelska kanalen mellan Zeebrugge i Belgien och Dover i England. Fartyget var ett ro-ro-fartyg där fordon kunde köra in eller ut i både fören och aktern genom bogportar. Fartyget byggdes 1980 av Schichau Unterweser AG i Bremerhaven i det dåvarande Västtyskland.

## Olyckan
Klockan 18.00 lokal tid den 6 mars 1987 lämnade färjan sin kajplats i Zeebrugge. Ombord fanns enligt kustbevakningen 590 personer varav 60 tillhörde besättningen. Färjan var lastad med 81 bilar, tre bussar och 47 lastbilar. 
Vädret var klart, men före avresan hade den ansvarige för bogporten somnat i sin hytt och bogporten i fören, genom vilken fordonen lastades ombord, förblev öppen. När fartyget nådde 19 knop (35 km/h) började stora mängder havsvatten att strömma på bildäck varvid fartygets stabilitet minskade.
När fartyget befann sig 1,5 sjömil från land, cirka 46 minuter efter att hon lämnat Zeebrugge, började vattnet på bildäck röra sig. Båten krängde snabbt 15 grader åt babord (passagerare noterade krängningen som en kraftig stöt). I cafeterian höll sig passagerare fast i borden som var fastskruvade i golven. Fartyget girade åt styrbord som en undanmanöver då kaptenen trodde att fartyget gått på grund. Efter en halv minut krängde hon kraftigt igen och fortsatte upp till 97 grader inom loppet av 45 sekunder. På havsbotten fanns en sandbank som fartyget lutade sig mot. Om inte sandbanken varit där hade hon slagit runt. Vattnet nådde snabbt fartygets elsystem och förstörde både huvud- och reservkraft och lämnade fartyget i mörker. Inget larm hann ges ut.
Vid olyckan dog 197 personer enligt BBC, de flesta av nedkylning i det iskalla fyragradiga vattnet medan andra slog ihjäl sig när det över 18 000 ton tunga fartyget fick slagsida och slog runt. Olyckan var den värsta fartygsolyckan för ett brittiskt fartyg i fredstid sedan Iolaire sjönk 1919.
Fartyget bärgades och den undersökning som publicerades i juli 1987 visade att ansvaret låg hos rederiet Townsend-Thoresen och att slarv och ansvarslöshet lett till att sjösäkerheten åsidosatts.